# Prins François af Luxembourg
Prins François af Luxembourg (François Henri Luis Marie Guillaume; født 27. marts 2023) er en luxembourgsk prins, der er det andet barn af Arvestorhertug Guillaume af Luxembourg og Arvestorhertuginde Stéphanie af Luxembourg. Han er nummer 3 i arvefølgen til tronen i Luxembourg efter sin far og storebror.

## Biografi
Prins François blev født den 27. marts 2023 på Maternité Grande-Duchesse Charlotte-hospitalet i Luxembourg By som det andet barn af Arvestorhertug Guillaume af Luxembourg og Arvestorhertuginde Stéphanie af Luxembourg. Han var det sjette barnebarn af Storhertug Henri og Storhertuginde Maria Teresa og var ved sin fødsel nummer 3 i arvefølgen til tronen i Luxembourg efter sin far og storebror, Prins Charles af Luxembourg. Hans fødsel blev fejret med en kanonsalut på 21 skud.
Den nyfødte prins blev døbt med navnene François Henri Luis Marie Guillaume den 3. juni 2023 i kirken i Fischbach af ærkebiskoppen af Luxembourg, kardinal Jean-Claude Hollerich.